# جيروم هانان
جيروم هانان (بالإنجليزية: Jerome Daniel Hannan)‏ هو كاهن كاثوليكي أمريكي، ولد في 29 نوفمبر 1896 في بيتسبرغ في الولايات المتحدة، وتوفي في 15 ديسمبر 1965.